# Guido Heinen
Guido Heinen (* 4. April 1966 in Koblenz) ist ein deutscher Parlamentsbeamter und leitete 2011 bis 2023 als Ministerialdirigent die Unterabteilung Wissenschaftliche Dienste des Deutschen Bundestages und seit 2023 die Unterabteilung Bibliothek und Information (ID).

## Leben
Heinen studierte Katholische Theologie, Philosophie und Rechtswissenschaften an der Julius-Maximilians-Universität Würzburg sowie der Universität Freiburg (Schweiz). Er legte 1992 in Katholischer Theologie die Diplomprüfung ab und wurde 1994 zum Dr. theol. promoviert. Nach journalistischer Ausbildung und Volontariat arbeitete er als Redakteur in der Programmdirektion und ab 1997 als Ressortleiter für Innenpolitik bei der Deutschen Welle. 1999 wurde er stellvertretender Ressortleiter für Innenpolitik der Tageszeitung Die Welt und arbeitete als Korrespondent unter anderem zu den Themen Parteienfinanzierung, Organisierter Kriminalität und Geheimdiensten. Als 2002 Indymedia den „poldi Award - Deutschlands erste Auszeichnung für praktizierte eDemocracy“ erhalten sollte, wies Heinen unter Berufung auf den Verfassungsschutzbericht hin, demzufolge es sich bei Indymedia um eine linksextreme Internetplattform handelte.
2006 übernahm Heinen die Leitung des Bereichs Presse und Kommunikation des Deutschen Bundestages, die Presseabteilung von Bundestagspräsident Norbert Lammert. 2011–2023 war er Leiter der Wissenschaftlichen Dienste (WD) des Deutschen Bundestages. Seit dem 16. Mai 2023 leitet er die Unterabteilung Bibliothek und Information (ID) des Deutschen Bundestages.

## Schriften (Auswahl)
- „Mit Christus und der Revolution“. Geschichte und Wirken der „iglesia popular“ im sandinistischen Nicaragua (1979–1990) (= Münchener kirchenhistorische Studien. Band 7). Kohlhammer, Stuttgart 1995, ISBN 3-17-013778-6.